# Chorioamniotite

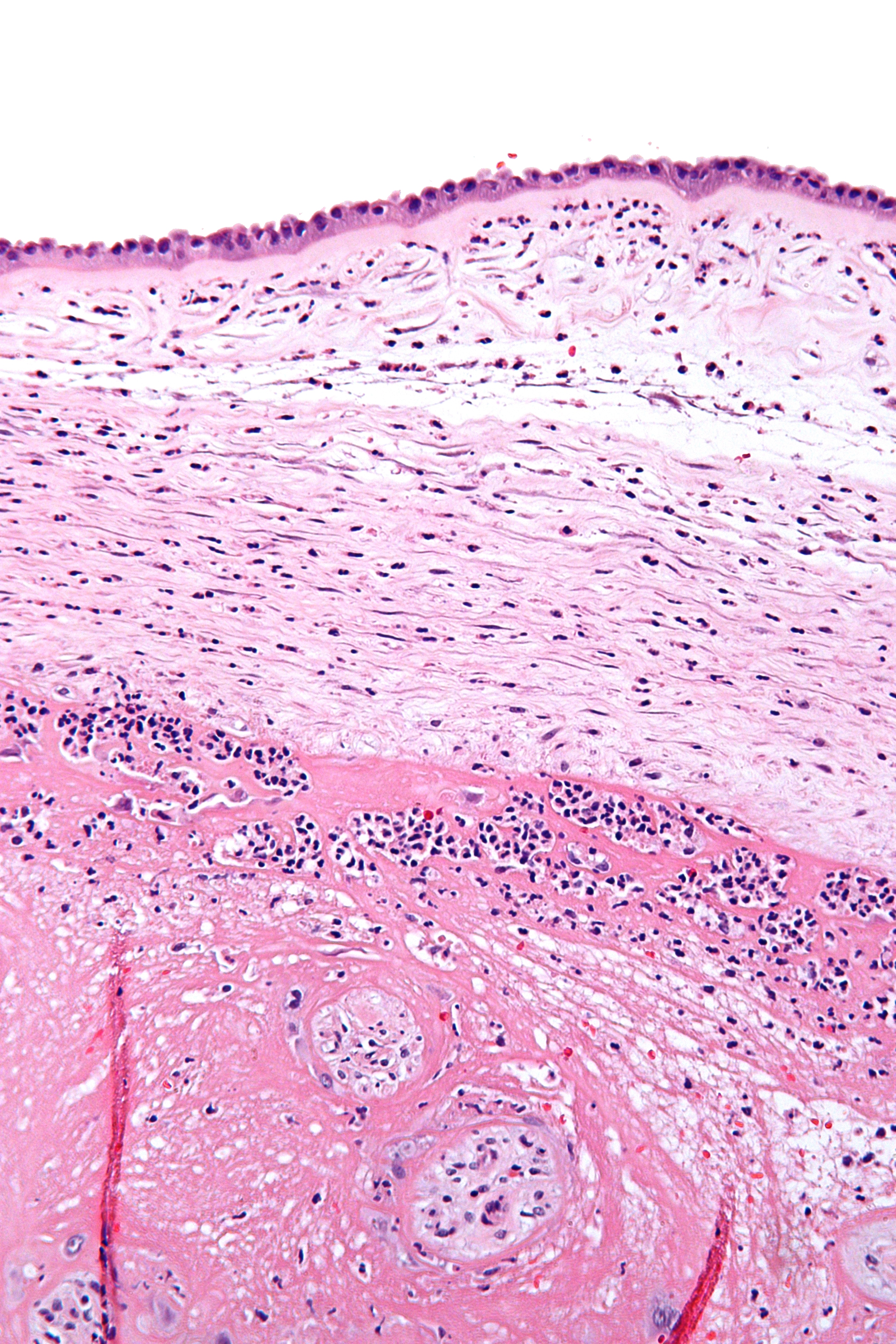
Histopathologie de la chorioamnionite. L'amnios (partie haute de l'image) présente des neutrophiles épars, ce qui permet de diagnostiquer une chorioamnionite.

Une chorioamniotite est une inflammation des membranes fœtales, l'amnios et le chorion, généralement causée par une infection bactérienne.